# A Cinderella Story: If the Shoe Fits
A Cinderella Story: If the Shoe Fits är en amerikansk ungdomskomedi/musikalfilm från 2016 i regi av Michelle Johnston, med Sofia Carson, Thomas Law och Jennifer Tilly i rollerna. Detta är den fjärde filmen i hela A Cinderella Story-serien, som släpptes för digital premiär i USA den 2 augusti 2016, samt på DVD den 16 augusti samma år. Filmen efterföljdes sedan av A Cinderella Story: Christmas Wish, som släpptes i oktober 2019.

## Handling
Historien följer den unga mekanikertjejen Tessa, som bor tillsammans med sin elaka styvmor Divine och hennes två döttrar, tillika Tessas två styvsystrar, Athena och Olympia. När en musikalversion om Askungen sedan håller på att sättas upp, tvingas Tessa följa med sin hemska styvfamilj, så att hon kan assistera styvsystrarna Athena och Olympia, under tiden som de gör audition till just denna musikal. Väl framme på själva auditionuttagningen, stöter Tessa även ihop med den manliga huvudrollsinnehavaren Reed West, som hon ganska så snabbt faller pladask för. Hon blir dessutom sedan vän med en av musikalens anställda medarbetare, vilket är en makeupartist vid namn Georgie.
Efter att Tessa har råkat se en del av hotellpersonalen uppträda på den scen där själva tävlingsauditionen ska äga rum, uppmuntras hon till att visa upp sina egna färdigheter inom sång och dans, och bestämmer sig ganska så snabbt för att hon också ska göra audition till denna musikal. Hon blir dock stoppad av hela sin styvfamilj, som förbjuder och avråder henne från att göra audition till musikalen. Kort därefter erbjuder sig Tessas nyfunna vän Georgie att hjälpa henne med hennes audition, och ger henne därmed en fullständig makeover från topp till tå. Samtidigt bestämmer hon sig för att göra audition under en falsk identitet. Men trots att hennes audition går bra, och att hon dessutom har lyckats charma och imponera på både musikalens regissör och på den manliga huvudrollsinnehavaren Reed, är Tessa mer eller mindre livrädd för att gå emot sin styvfamilj och deras principer, vilket gör det hela ännu svårare och mer komplicerat än vad hon hade trott från början.

## Rollista
| Sofia Carson      | – Tessa/Bella Snow |
| Thomas Law        | – Reed West        |
| Amy Louise Wilson | – Athena           |
| Jazzara Jaslyn    | – Olympia          |
| Jennifer Tilly    | – Divine           |
| Nicole Fortuin    | – Georgie          |
| Chloe Perling     | – Janet            |
| Ally White        | – Bianca           |
| David Ury         | – Freddie Marks    |
| Ashley De Lange   | – Harper Halston   |
| Carlo McFarlane   | – Gino             |
| Sven Ruygrok      | – Eddie            |
| Ambrose Uren      | – Brendon          |